# Sarty
Sarty (lit. Sartai) – jezioro w północno-wschodniej Litwie, na terenach rejonu rakiszeckiego i rejonu jezioroskiego. Jezioro ma najdłuższą linię brzegową, liczącą 79 km, ze wszystkich litewskich jezior. Na jeziorze znajduje się 6 wysp, zasila je rzeka Święta.
Sarty są znane ze względu na coroczny konny wyścig, niedaleko Dusiat, organizowany na zamarzniętej tafli jeziora. Współcześnie tradycyjna forma wyścigów została zarzucona ze względów bezpieczeństwa. Wyścig organizowany jest na torze konnym u wybrzeży Sartów.